# John Levy

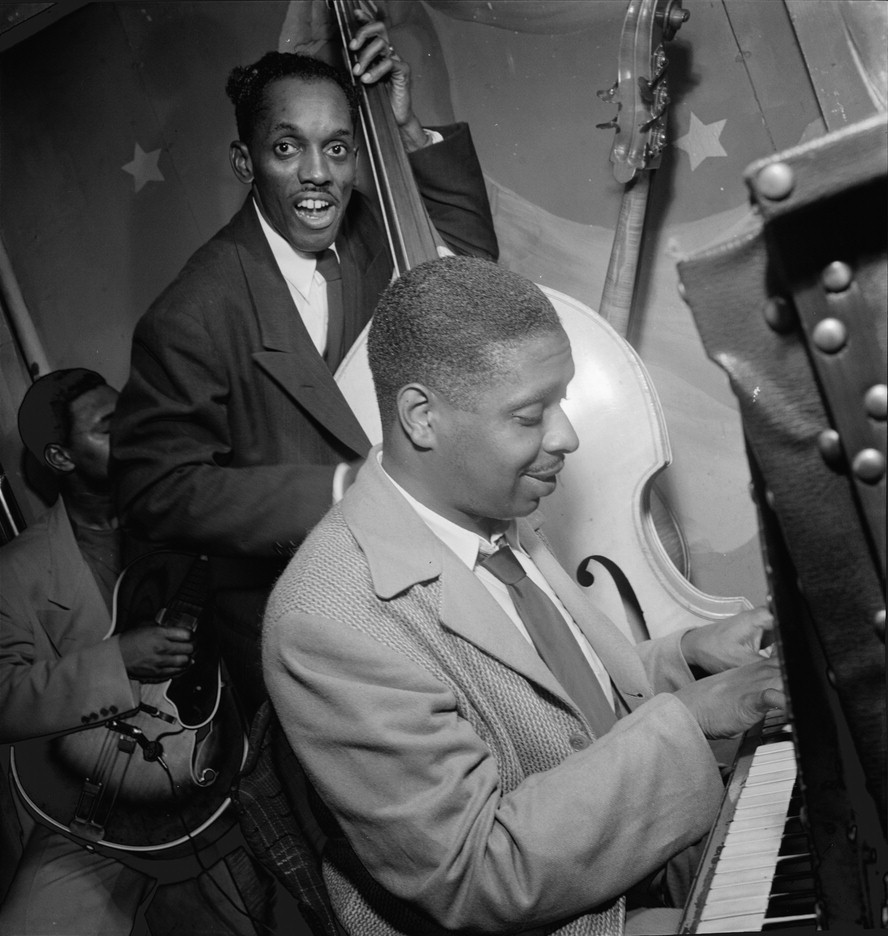
Jimmy Jones (rechts) met John Levy, 1947.
Foto: William P. Gottlieb.

John O. Levy (New Orleans, 11 april 1912 - Altadena, Los Angeles County, 20 januari 2012)), was een Amerikaanse contrabassist in de jazz. Vanaf 1951 was hij actief als manager voor musici, in de jazz en popmuziek, de eerste Afro-Amerikaan die op dat gebied een eigen agentschap had.

## Biografie
Levy, die opgroeide in Chicago, begon op zijn achtste op de viool. Toen hij 15 was stapte hij over op de piano en twee jaar later koos hij definitief voor de contrabas. Hij werkte hiermee voor Earl Hines, Tiny Parham en Red Saunders, in 1943 werd hij lid van het trio van Stuff Smith. In 1944 ging hij naar New York, hij speelde hier met Smith in Onyx Club, begeleidde jazz-grootheden als Ben Webster, Erroll Garner, Milt Jackson en Billie Holiday (een concert in 1948 in de Carnegie Hall) en maakte opnames met Lennie Tristano, Rex Stewart en Eddie Condon. In 1948 werd hij bassist in het kwartet van George Shearing en tevens diens roadmanager. In 1951 richtte hij een managementsagentschap op, Levy Inc., dat in zowel de jazz als popmuziek actief was. Onder zijn klanten bevonden zich onder meer Nancy Wilson, Cannonball Adderley, Wes Montgomery, Dakota Staton, Betty Carter, Randy Crawford, Roberta Flack, Sarah Vaughan, Dianne Reeves, Joe Williams, Shirley Horn, Eddie Harris, Les McCann, Stanley Turrentine, Freddie Hubbard, Herbie Hancock, Yusef Lateef en Ramsey Lewis. Hij hield zich bezig met copyright, organiseerde concerten en was platenproducent.
In 1997 werd hij opgenomen in de International Jazz Hall of Fame. In 2006 werd hij vereerd met de NEA Jazz Masters Fellowship.